# Gallo-Römisches Museum Tongern

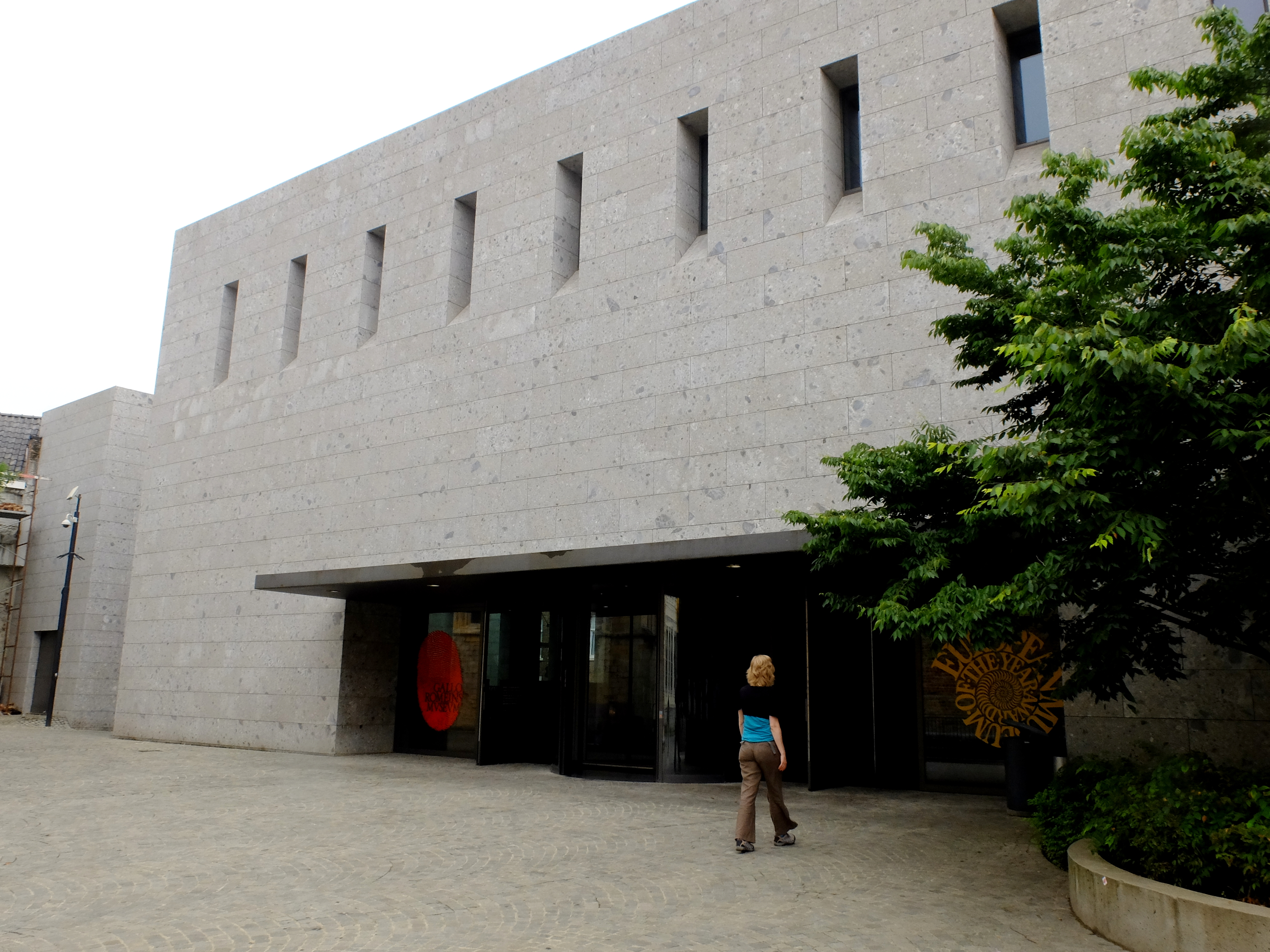
Außenansicht des Museums

Das Gallo-Römische Museum (Flämisch: Gallo-Romeins Museum, Französisch: Musée gallo-romain de Tongres) in Tongern, das sich der Ur- und Frühgeschichte und der Provinzialrömischen Archäologie widmet, wurde im Jahr 1954 eröffnet. Träger ist die Regierung der Provinz Limburg in Belgien.

## Geschichte
Die Koninklijk Geschied- en Oudheidkundig Genootschap van Tongeren (Königliche geschichts- und altertumskundliche Gesellschaft von Tongern) begründete im 19. Jahrhundert eine Sammlung archäologischer Fundstücke aus der Stadt und Umgebung. Ab 1854 wurden Teile dieser Sammlung in der Stadt öffentlich ausgestellt. Im Jahre 1937 eröffnete das Provinzialmuseum im Beginenhof in Hasselt seine Sammlungen, wo auch die wichtigsten Stücke aus Tongern gezeigt wurden.
Diese kehrten jedoch 1954 in das neu geschaffene Museum in Tongern zurück. Schenkungen und die Funde aus Ausgrabungen durch die Archäologen des Museums und durch den nationalen Ausgrabungsdienst Belgiens vergrößerten die Sammlung.
Ein Neubau nach Entwürfen des Architekten Alfredo De Gregorio wurde 1994 eröffnet. Im Jahr 2006 erfolgte ein weiterer Ausbau. Das Museum erhielt 2011 als erstes Museum in Belgien die Auszeichnung Europäisches Museum des Jahres.

## Ständige Ausstellung

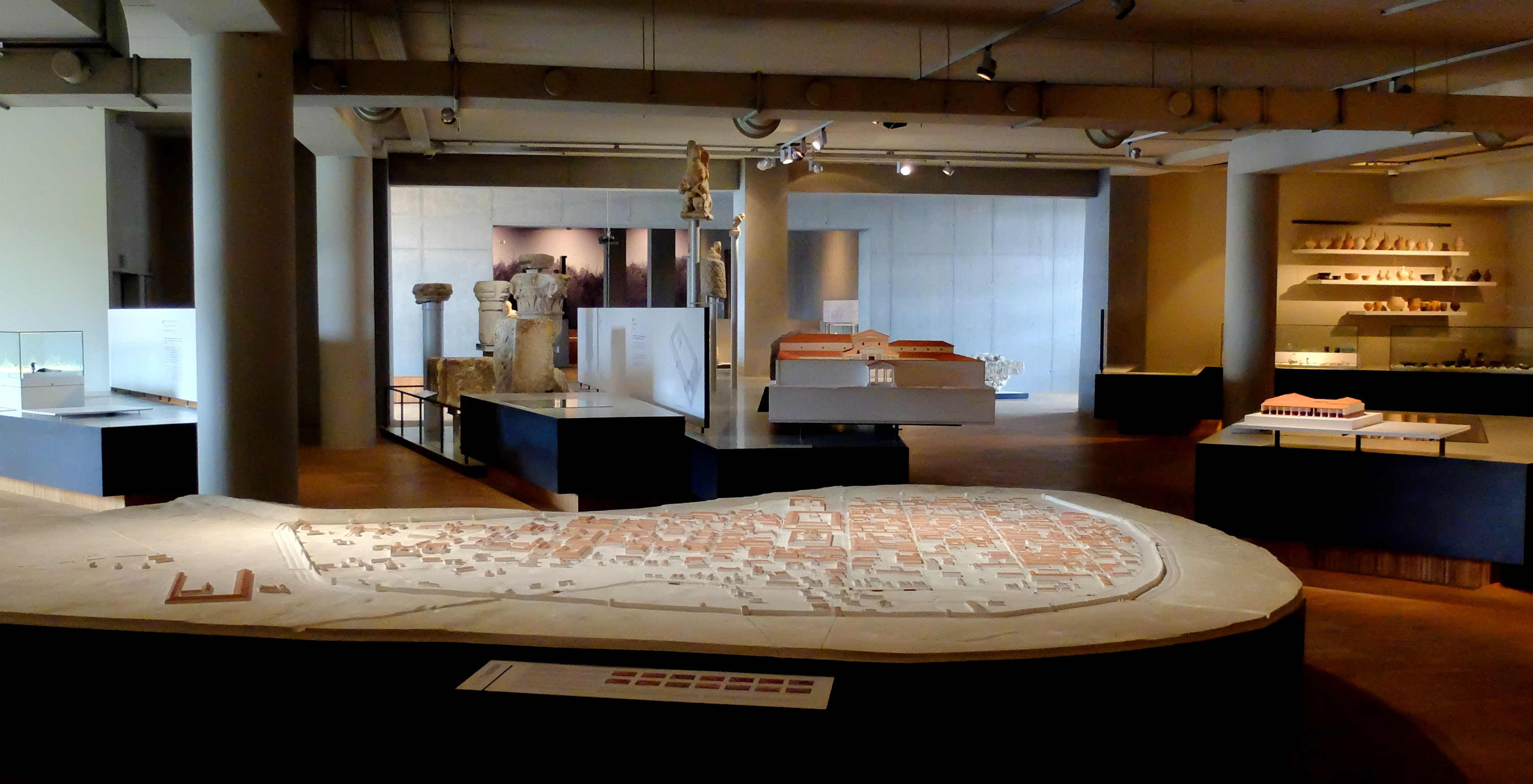
Saal zur Römerzeit, mit Stadtmodell von Atuatuca Tungrorum

Die ständige Ausstellung präsentiert die Vor- und Frühgeschichte und die Provinzialrömische Archäologie der Stadt Tongeren und der Provinz Limburg. Das Ausstellungsspektrum mit seinen über 2.000 Artefakten umfasst die weite Zeitspanne von den Neandertalern über die frühen neolithischen Bauern, die Kulturen der Kelten und Germanen und die Gallorömische Kultur bis hin zum Ende der Römerherrschaft und dem Beginn der Merowingerzeit.
Das Motto des Museums ist einem Satz des römischen Kaisers Mark Aurel entlehnt, es lautet Τὰ ἑξῆς ἀεὶ τοῖς προηγησαμένοις οἰκείως ἐπιγίνεται (zu deutsch: „Was folgt, steht immer in Beziehung zu dem, was vorher geschah.“) und steht für den Anspruch des Museums, die Gegenwart durch die Vergangenheit begreifbarer machen zu wollen. Die Konzeption des Museums wendet sich an Erwachsene und, mit interaktiven Präsentationen und einem speziellen Audioführer, auch an Kinder zwischen sechs und zwölf Jahren. Museumsführungen sowie Führungen zu archäologischen Denkmälern der Umgebung können gebucht werden. Das Fotografieren innerhalb des Museums ist unbegrenzt erlaubt.

## Wechselausstellungen (Auswahl)
- In den Jahren 2003 bis 2005 kuratierte das Museum die Ausstellung Die Neanderthaler in Europa, die später im Jahr auch im Helms-Museum in Hamburg mit großem Erfolg gezeigt wurde. 145.704 Besuchern sahen die Ausstellung. Es folgten:
- 2009/2010: Ambiorix, koning van de Eburonen (50.624 Besucher)
- 2011/2012: Sagalassos, City of Dreams (145.900 Besucher)
- 2013: De Etrusken - Una storia particolare (88.005 Besucher)
- 2014: Doe de Prehistorie! (39.368 Besucher)
- 2014/2015: Die Wikinger (95.147 Besucher)
- 2015/2016: Gladiatoren - Helden des Colosseums (115.046 Besucher)
- 2016/2017: Timeless Beauty (40.049 Besucher)
- 2018/2019: Stonehenge, voorbij het mysterie (53.045 Besucher)
- 2019/2020: Dacia Felix, die römische Vergangenheit Rumäniens (32.705 Besucher)[3]
- 2021: Oog in oog met de Romeinen / Face à face avec les Romains / Auge in Auge mit den Römern (aktuell)

## Bibliothek
Das Museum besitzt eine Bibliothek mit einem Bestand von rund 7.000 Büchern und 350 Reihen Fachzeitschriften. Die Bibliothek steht außer den Mitarbeitern des Museums auch externen Wissenschaftlern und Studenten als Präsenzbibliothek zur Verfügung.